# 1952
1952 (MCMLII) fou un any de traspàs començat en dimarts.

## Esdeveniments
Països Catalans
- Abril: publicació de l'únic número de la revista Aplec.
- 27 de maig - Barcelona: S'inaugura el XXXVè Congrés Eucarístic, fet que donaria lloc al nou barri del Congrés.[1]
- 4 de juny: Tornen a Poblet les despulles de Jaume el Conqueridor.[2]
- 14 de maig: l'Abat Escarré ensenya Montserrat al general Franco.[3]
- Barcelona: es funda l'Esbart Santa Eulàlia.[4]

Resta del món
- 1 de gener, Líbia: s'independitza de França i del Regne Unit.[5]
- 1 de febrer: Enrico Baj i Sergio Dangelo publiquen a Milà el manifest de la «pintura nuclear».[6]
- 28 d'abril, Japó ocupat: Entra en vigor el Tractat de San Francisco. El Japó torna a ser novament un estat independent, amb fortes limitacions en el desenvolupament del seu exèrcit.
- 9 d'octubre: S'estrena la pel·lícula argentinaLas aguas bajan turbias, basada en la novel·la El rio oscuro d'Alfredo Varela.
- La USAF inicia el Projecte Llibre Blau.
- L'establiment francés Farasdanga es retorna oficialment a l'Índia

### Premis Nobel
| Camp                  | Guardonats                                                      |
| --------------------- | --------------------------------------------------------------- |
| Física                | - Felix Bloch - Edward M. Purcell                               |
| Química               | - Archer John Porter Martin - Richard Laurence Millington Synge |
| Medicina o Fisiologia | - Selman Waksman                                                |
| Literatura            | - François Mauriac                                              |
| Pau                   | - Albert Schweitzer                                             |

## Naixements
Països Catalans
- 8 de gener - Seva: Montse Ginesta, dibuixant i il·lustradora catalana.[7]
- 19 de gener - Sabadell: Marta Sanz-Solé, matemàtica catalana especialista en la teoria de la probabilitat.[8]
- 20 de gener - Barcelona: Joan Barril i Cuixart, escriptor i periodista català (m. 2014).
- 21 de gener - Barcelona: Maria Teresa Andreu Grau, futbolista i dirigent esportiva catalana, considerada una pionera del futbol català.[9]
- 24 de gener - Barcelona: Neus Bartran i Milian, jugadora de bàsquet catalana.[10]
- 25 de gener - València: Manuel Llorente Martín, empresari valencià, president del València CF (2009-13).
- 31 de gener - Barcelona: Adelina Castillejo i Garnés, periodista catalana que ha treballat sobretot a la ràdio.[11]
- 1 de febrer - Montuïri: Joana Maria Palou Sampol, historiadora de l'art i directora del Museu de Mallorca (2002-2017).[12]
- 24 de febrer - Barcelona: Immaculada Cabeceran Soler, futbolista catalana, pionera del futbol femení a Catalunya (m. 2018).[13]
- 24 de març - Barcelona: Quim Monzó, escriptor en català i castellà.[14]
- 27 de març - El Campell, Llitera, Aragó: Josep Antoni Duran i Lleida, polític català.
- 3 d'abril - Girona: Mariàngela Vilallonga, catedràtica de filologia llatina, membre de l'IEC, ha estat Consellera de la Generalitat de Catalunya.[15]
- 14 d'abril - Figueres (Alt Empordà): Carles Coll, músic.
- 21 d'abril - Igualada: Rosa Maria Ferrer Valls, treballadora social i política catalana; ha estat diputada al Parlament de Catalunya.[16]
- 8 de maig - Sant Pol de Mar, Maresme: Carme Ruscalleda, cuinera catalana.[17]
- 10 de maig - Girona: Anna Pagans i Gruartmoner, política catalana que exercí d'alcaldessa de Girona.[18]
- 17 de maig - Cambrils, Baix Camp: Josep-Lluís Carod-Rovira, polític català.[19]
- 24 de maig - Arenys de Mar: Maria Teresa Bertran i Rossell –o Teresa d'Arenys–, narradora i poeta catalana (m. 2024).[20]
- 2 de juny - Barcelona: Maria Pau Corominas i Guerin, nedadora catalana, una de les millors de la història.[21]
- 8 de juny - Barcelona: Emilio Pérez de Rozas, periodista català.[22]
- 20 de juny - Barcelona: Rosa Novell i Clausells, actriu i directora escènica catalana (m. 2015).[23]
- 25 de juny - Torregrossa: Concepció Mir i Curcó, doctora en història membre de l'IEC, profesora universitària i investigadora.[24]
- 27 de juny - València: Rosángeles Valls Ballester, ballarina i coreògrafa valenciana que va fundar i dirigir la companyia Ananda Dansa.[25]
- 17 de juliol - Barcelona: Carme Balagué, actriu catalana de cinema, teatre i televisió.[26]
- 13 d'agost - Ciutadella: Joan Francesc López Casasnovas, filòleg, poeta i polític menorquí (m. 2022).
- 25 de setembre - Sabadell: Montserrat Casals i Couturier, periodista i historiadora de la literatura catalana.[27]
- 29 de setembre - Buenos Aires (Argentina): Patrícia Gabancho i Ghielmetti, periodista i escriptora argentinocatalana (m. 2017).[28]
- 3 de novembre - Grau de Gandia: Teresa Pascual i Soler, poeta valenciana.[29]
- 13 de novembre - Ivars d'Urgell, el Pla d'Urgell: Maria Mercè Marçal i Serra, escriptora.[30]
- 14 de novembre - Sallent, el Bages: Agustín Rueda Sierra, anarquista català que morí torturat a la presó.
- 17 de novembre - Barcelona: Nani Marquina, dissenyadora industrial i empresària catalana.[31]
- 24 de novembre - Mugoyi, Buyumbura: Sylvie Kinigi, economista burundesa, fou Primera Ministra i Presidenta de Burundi.[32]
- 26 de novembre - Barcelona: Paco Flores, entrenador i futbolista.
- 26 de desembre - Parets del Vallès: Rosa Martí, política catalana, ha estat alcaldessa de Parets i diputada al Parlament.[33]
- Sant Jordi (Baix Maestrat): Joan Ferreres i Nos, escriptor.
- Barcelona: Amàlia Lafuente Flo, científica i escriptora.

Resta del món
- 5 de gener, Leningrad, URSS: Ivan Dvorni, jugador de bàsquet
- 25 de gener, Pequín (Xina): Liu He, economista i polític xinès, un dels quatre viceprimers-ministres del Govern xinès (2018-).
- 21 de febrer, Dihua, Shaanxi (Xina): Jia Pingwa, escriptor xinès, Premi Mao Dun de Literatura de 2008.[34]
- 25 de febrer, Salamanca: Flora de Pablo Dávila, doctora espanyola en medicina i especialista en biologia cel·lular i molecular.[35]
- 5 de març, Oujda, Marroc: Nouria Benghabrit-Remaoun, sociòloga i investigadora algeriana, ha estat ministra d'Educació.[36]
- 11 de març, Cambridge, Anglaterra: Douglas Adams, escriptor anglès
- 18 de març, París: Salomé Zourabichvili, política nascuda a França, Presidenta de Geòrgia des del 16 de desembre de 2018.[37]
- 24 de març, 
  - Salem, Oregon: Dolora Zajick, mezzosoprano estatunidenca especialitzada en el repertori verdià.[38]
  - Lima (Perú): Eda Rivas Franchini, advocada i política, que va ser cancellera del Perú.[39]
- 27 de març, París: Maria Schneider, actriu francesa (m. 2011).[40]
- 30 de març, Rio de Janeiro, Brasil: Ada Chaseliov, actriu brasilera.[41]
- 22 d'abril, Siparia, Trinitat i Tobago: Kamla Persad-Bissessar, primera ministra de Trinitat i Tobago, primera dona a ocupar el càrrec.[42]
- 24 d'abril, Arcueil, França: Jean-Paul Gaultier, dissenyador francès.[43]
- 26 d'abril, Varsòvia: Ewa Podleś, contralt polonesa, considerada una de les poquíssimes "contralts pures".[cal citació]
- 27 d'abril, Tuupovaara, (Finlàndia)ː Ai Vatanen, ex corredor de ral·lis i polític.[44]
- 14 de maig, Dumbarton (Escòcia): David Byrne, cantant, compositor, músic, productor, escriptor, actor i cineasta escocès-americà, fundador dels Talking Heads.[45]
- 21 de maig, Chicago (EUA): Mister T., actor i lluitador de lluita llire.[46]
- 22 de maig - Montevideo: Waldemar Victorino, futbolista uruguaià (m. 2023)
- 7 de juny, Istanbul, Turquia: Orhan Pamuk, escriptor turc, Premi Nobel de Literatura de l'any 2006.[47]
- 18 de juny, Cleveland, Ohio, USA: Carol Kane, actriu estatunidenca; prové del teatre i ha fet cinema, teatre musical i televisió.[48]
- 28 de juny, Bourges (França): Jean-Christophe Rufin, metge, diplomàtic i escriptor francès. Premi Goncourt 2001.[49]
- 6 de juliol, Glossop, Derbyshire: Hilary Mantel, escriptora anglesa.[50]
- 12 de juliol, 
  - Pontevedra: Rosario Álvarez Blanco, filòloga gallega, professora universitària i acadèmica.[51]
  - Sofia: Irina Bokova, política socialista, directora de la UNESCO de 2009 a 2017 i delegada de la Francofonia.[52]
- 2 de setembre, East Saint Louis, Illinois, Estats Units: Jimmy Connors, campió de tennis nord-americà retirat.[53]
- 18 de setembre, Fort Lee, Virgínia, EUA: Douglas Colvin, conegut com a Dee Dee Ramone, músic de rock estatunidenc, baixista de The Ramones (m. 2002).[54]
- 25 de setembre, 
  - Nova York, EUA: Christopher Reeve, actor estatunidenc, director, productor, guionista i autor. Representà el famós super heroi Superman.
  - Hopkinsville, Kentucky: bell hooks, intel·lectual, feminista, i militant estatunidenca (m. 2021).[55]
- 7 d'octubre, Leningrad (Unió Soviètica): Vladímir Putin, polític rus, president de Rússia.[56]
- 13 d'octubre, Motilla del Palancar, Conca, Espanya: José Luis Olivas Martínez, polític i advocat, 3r president de la Generalitat Valenciana, 2002-2003) i president de Bancaixa (2004-11)
- 14 d'octubre, Hèlsinki: Kaija Saariaho, compositora finlandesa.[57]
- 27 d'octubre:
  - Castiglion Fiorentino, Itàlia): Roberto Benigni, actor i director de cinema i televisió italià.
  - Chicago, Illinois (EUA): Francis Fukuyama politòleg estatunidenc d'origen japonès.[58]
- 4 de novembre, Mansura (Egipte): Tauadros II, 118è papa copte.
- 9 de novembre, Londres, Anglaterra: Jack W. Szostak, biòleg, Premi Nobel de Medicina o Fisiologia de l'any 2009.
- 13 de desembre, Campbon (França): Jean Rouaud, escriptor i periodista francès, Premi Goncourt 1990.[59]
- 18 de desembre, 
  - Neuilly-sur-Seine: Bettina Rheims, fotògrafa francesa.[60]
  - Xangai (Xina): Jin Yucheng, escriptor xinès, Premi Mao Dun de Literatura de l'any 2015.[61]
- 24 de desembre, Jurva, Finlàndia: Hilkka Riihivuori, esquiadora de fons finlandesa.[62]
- Ramón Flecha, sociòleg espanyol.
- Boston: David Rieff, analista polític, periodista i crític cultural.
- Hildesheim, Alemanya: Jutta Burggraf, teòloga, escriptor i professora universitària
- l'Havana, Cuba: Beatriz del Cueto López, arquitecta
- Pere Pinyol, actor i director català
- Beirut: Huda Barakat, escriptora

## Necrològiques
Països Catalans
- 27 de gener - Barcelona: Maria Domènech i Escoté, escriptora catalana (n. 1874).[63]
- 15 de febrer - Barcelona, Barcelonès: Josep Pous i Pagès, escriptor català. (n. 1873)
- 10 de maig - Villena: Lola Vitoria Tarruella, compositora i escriptora teatral valenciana (n. 1880).[64]
- 19 de maig - València: Agustín Trigo Mezquita, farmacèutic, industrial i polític valencià, alcalde de València el 1931 (n. 1863).
- 14 d'agost - 
  - La Vall de Bianya: Josep Baburés i Grabulosa, sacerdot escolapi i meteoròleg català.
  - Perpinyà: Gustau Violet, escultor i escriptor nord-català (n. 1873).[65]
- 9 de novembre - Madrid: Maria Francesca Clar Margarit, escriptora i dramaturga palmesana de la Generació del 27.[66]

Resta del món
- 3 de gener - Viña del Mar, Xile: Luigi Stefano Giarda, violoncel·lista, director d'orquestra i compositor.
- 8 de gener - Dobbs Ferry, Nova York: Antonia Maury, astrònoma nord-americana que treballà en sistemes de classificació d'estels (n. 1866).[67]
- 11 de gener - París, França: Jean de Lattre de Tassigny, Mariscal francès que va contribuir en l'alliberació de França en la Segona Guerra Mundial (n. 1889).
- 19 de febrer - Grimstad, Aust-Adger (Noruega): Knut Hamsun, escriptor noruec, Premi Nobel de Literatura de 1920 (n. 1859).
- 4 de març - Eastbourne, Sussex, Anglaterra: Charles Scott Sherrington, fisiòleg anglès, premi Nobel de Medicina o Fisiologia del 1932 (n. 1857).[68]
- 9 de març - Moscou: Aleksandra Kol·lontai, revolucionària comunista russa, d'origen cosac (n. 1872).
- 29 de març - Madrid: Antonia Plana, actriu espanyola fonamentalment teatral (n. 1889).[69]
- 5 de maig - Roma (Itàlia): Alberto Savinio, pseudònim d'en Andrea de Chirico, escriptor, pintor i compositor italià, germà del Giorgio de Chirico. També va formar part del moviment artístic de pintura metafísica (n. 1891).[70]
- 6 de maig - Països Baixos: Maria Montessori, pedagoga, científica, metgessa, psiquiatra i filòsofa, i una devota catòlica, feminista i humanista italiana.
- 16 de maig - Nova Orleans, EUAː Frances Benjamin Johnston, fotògrafa pionera estatunidenca, primera dona fotoperiodista (n.1864).[71]
- 13 de juny - Nova York: Emma Eames, soprano estatunidenca (n. 1865).[72]
- 5 de juliol - İstanbul: Safiye Ali, primera metgessa turca (n. 1894).[73]
- 26 de juliol - Buenos Aires, Argentina: María Eva Duarte Ibarguren, coneguda com a Eva Perón (Evita), política argentina, primera dama del país (n. 1919).[74]
- 31 de juliol - Berlín: Clara Viebig, escriptora alemanya (n. 1860).[75]
- 21 d'agost - Ginebraː Élisabeth de Riquet, comtessa Caraman-Chimay, aristòcrata i mecenes francesa, model literària de Proust (n.1860).[76]
- 6 de setembre - Nova York: Gertrude Lawrence, actriu, cantant i ballarina anglesa (n. 1898).[77]
- 26 d'octubre - Los Angeles, Califòrnia (EUA): Hattie McDaniel actriu i cantant estatunidenca (n. 1895).[78]
- 29 de desembre - Nova York, EUA: Fletcher Henderson, pianista de jazz estatunidenc (n. 1897).